# Freibad Kirchdorf

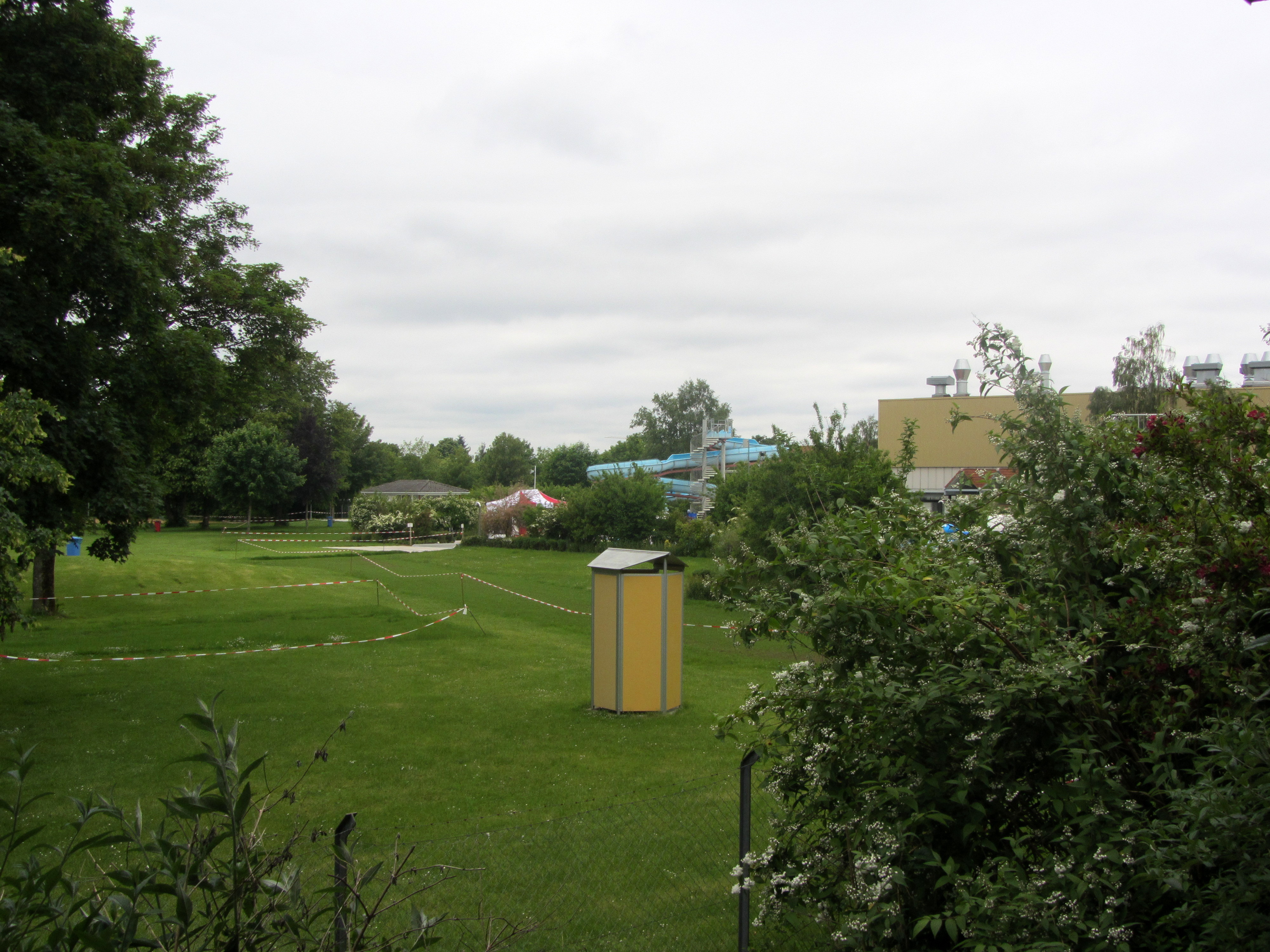
Freibad Kirchdorf (2013)

Das Freibad Kirchdorf ist ein sich in Besitz der Gemeinde Kirchdorf an der Iller befindliches, im Jahre 1967 errichtetes Freibad im Illertal.

## Beschreibung
Das Freibad befindet sich zusammen mit dem Dr.-Hans-Liebherr-Stadion, Tennisplätzen und Rasenspielfeld am südlichen Ende des Dorfes. Das Schwimmbecken mit acht 50-Meter-Bahnen war im Jahre 2013 das flächenmäßig größte Freibad-Schwimmbecken im Landkreis Biberach. Die 5-Meter-Sprungturmanlage umfasst auch je zwei Springgelegenheiten aus einem und drei Metern Höhe.
Im Jahre 1990 bis 1991 wurden die Becken erneuert und eine 70-Meter-Wasserrutsche installiert. 2001 kam ein zweites Kinderbecken hinzu. Um vier große Sonnenschirme gruppieren sich der Schiffchenkanal, zwei Wasserspritzdelfine und ein Wickelraum.
An sonnigen Tagen finden bis zu 5.000 Badegäste auf der 25.000 m² großen Liegewiese Platz. Die Besucherzahl pro Jahr bewegte sich in einer Bandbreite von 63.184 (2007) und 132.908 (2003).